# Schloss Sachsenburg
Schloss Sachsenburg erhebt sich nahe Frankenberg/Sa. auf einem Fels über die Zschopau. Die spätestens im frühen 13. Jahrhundert angelegte Burganlage wurde in den 1480er Jahren zum Schloss umgebaut. Die Anlage stellt eines der wenigen Beispiele eines vollständig erhaltenen spätgotischen Wohnschlosses in Sachsen dar.

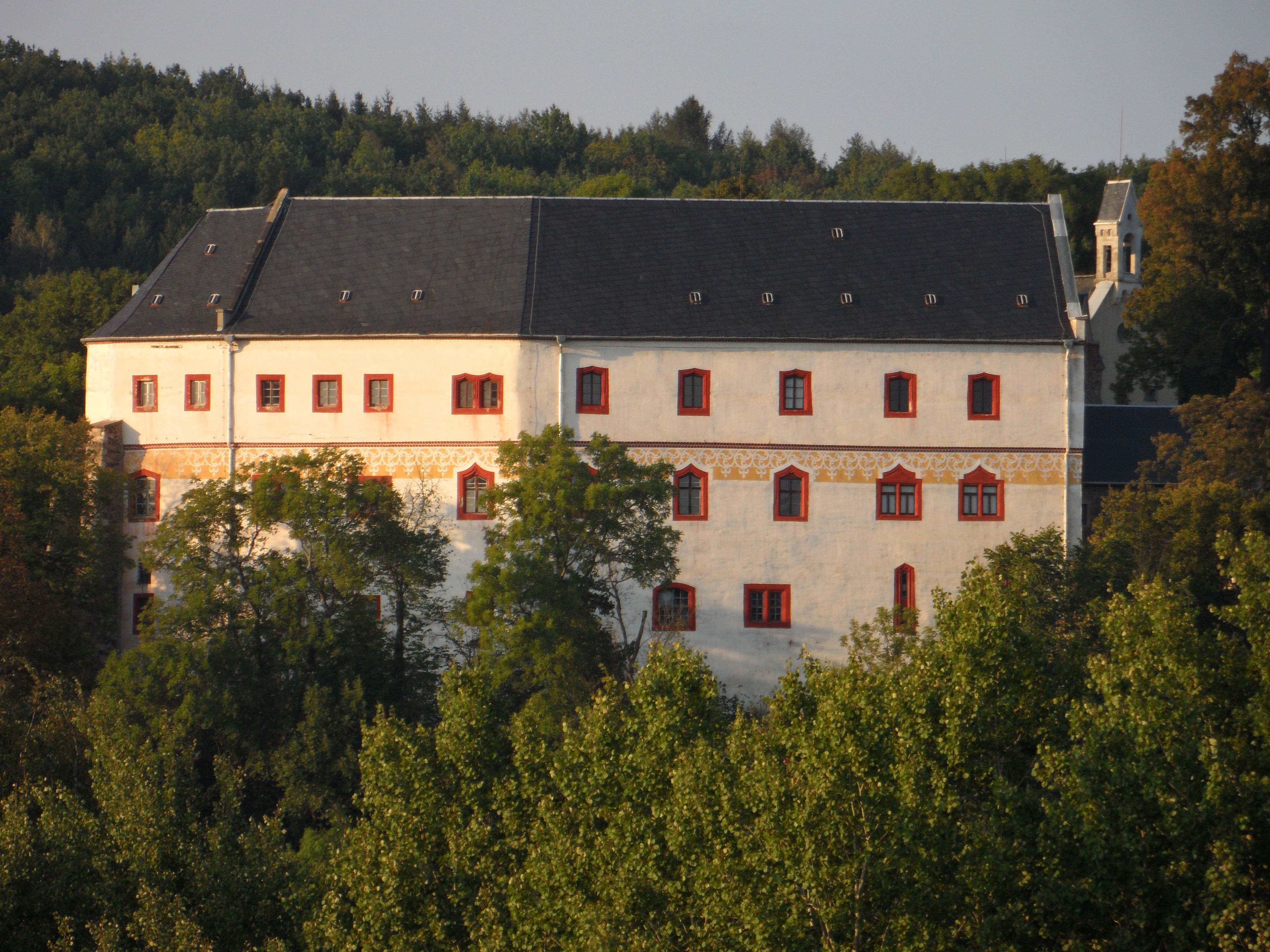
Schloss Sachsenburg, 2014

## Lage
Das Schloß erhebt sich 1 km südsüdwestlich des Ortes Sachsenburg auf einem nach SW ausgerichtetem Bergsporn über der Ostseite der Zschopau.

## Geschichte

### Mittelalter

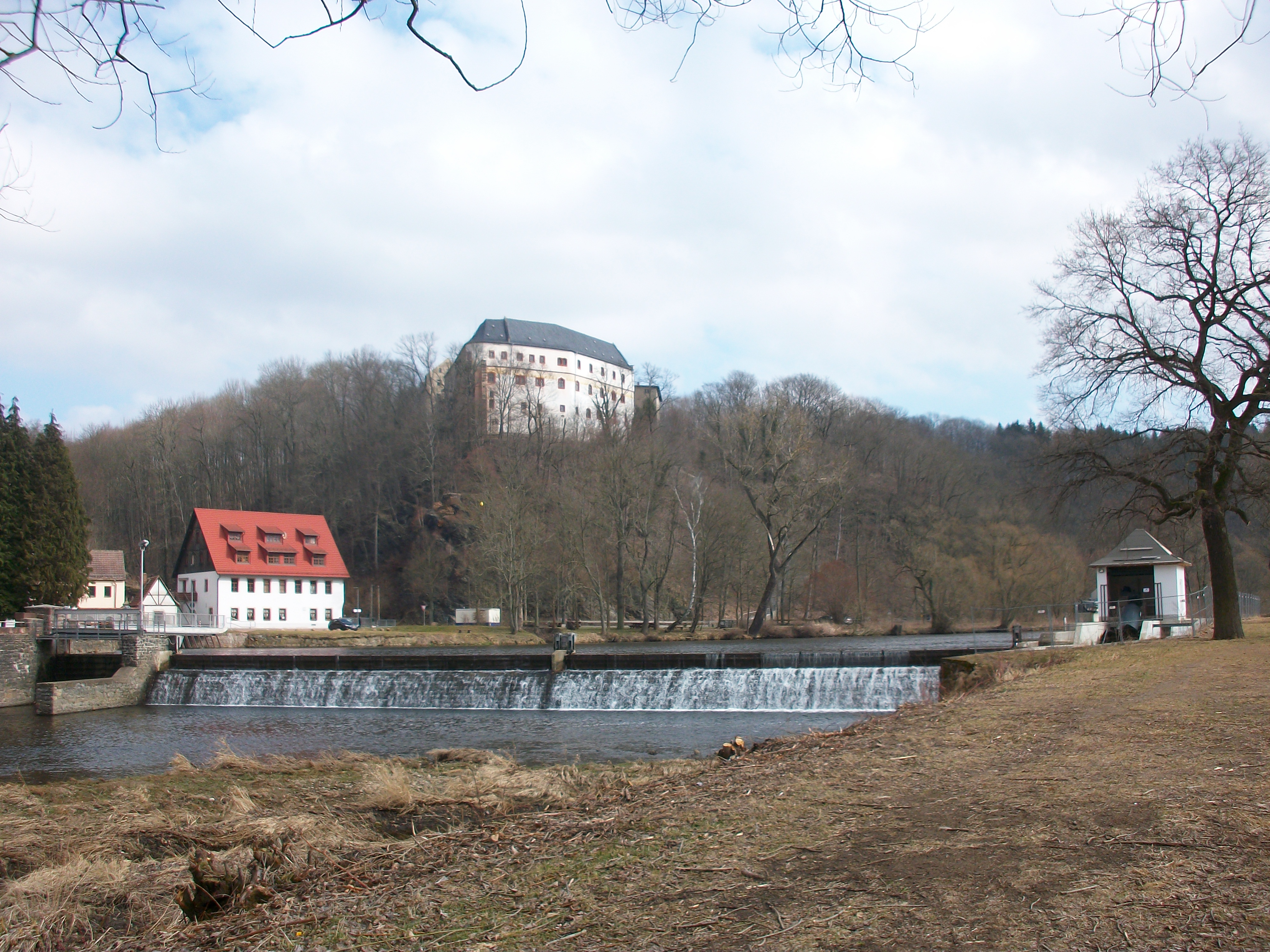
Sachsenburg mit Zschopauwehr

Die Herren von Sachsenburg wurden das erste Mal im Jahr 1197 mit „Heinricus de Sassenberg“ urkundlich erwähnt. Ob zu dieser Zeit bereits eine Burg bestanden hat, ist ungewiss. Um 1210/30 lässt sich jedoch die Existenz der Burg anhand archäologischer Funde sicher nachweisen. Die Funde stammen laut Volkmar Geupel aus dem 13.–14. Jahrhundert. Bauherren waren offenbar die Herren von Mildenstein. Nach der Zerschlagung ihrer Herrschaft im Zusammenhang mit dem Mildensteiner Zehntenstreit durch Markgraf Heinrich den Erlauchten im Jahr 1232 ging die Herrschaft in den Besitz dieses Wettiners über.
Um die Mitte des 13. Jahrhunderts wurden auf Sachsenburger Flur auf dem Treppenhauer reiche silberhaltige Blei- und Kupfererzfunde gemacht; es entstand die Bergstadt Bleiberg, die nach der Mitte des 14. Jahrhunderts wüst fiel.
In der Zeit des Bergsegens diente die Sachsenburg zum Schutz des Bergbaus. Am Ende dieser ersten reichen Bergbauepoche in dieser Region (1364) verkauften die Wettiner die Burg an zwei Döbelner Ritter.
1368 ging die Anlage in den Besitz der Herren von Schönberg über. Die Sachsenburg in ihrer heutigen Gestalt ließ Caspar von Schönberg († 1. November 1489 oder 1491 in Zwickau) durch den sächsischen Baumeister Hans Reynhart auf den Resten der älteren Burg etwa um 1480 (lt. dendro) errichten. Eine Inschrift in der Kapelle weist darauf hin, dass der Bau 1488 als gotisches Wohnschloss vollendet wurde. Der Gebäudekomplex umschließt einen dreieckigen Hof.
Seit 1610 diente das Schloss als Verwaltungsbau des kurfürstlich-sächsischen Amtes Sachsenburg mit Frankenberg. Der kleine Verwaltungsbezirk umfasste allerdings nur zehn Ortschaften. Während des Dreißigjährigen Krieges wurden die erste und die zweite Vorburg zerstört und das Schloss geplündert.

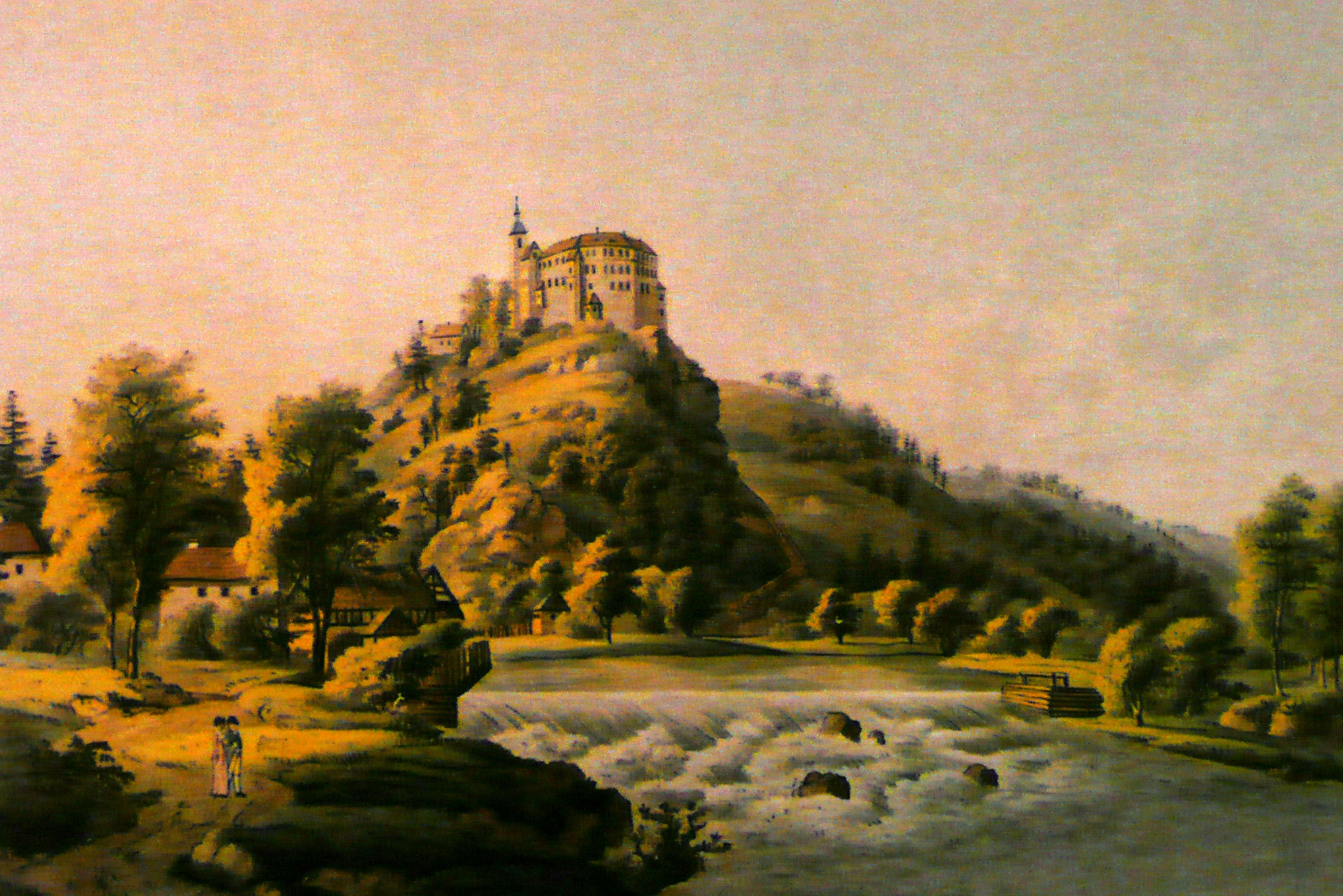
Schloss Sachsenburg um 1800
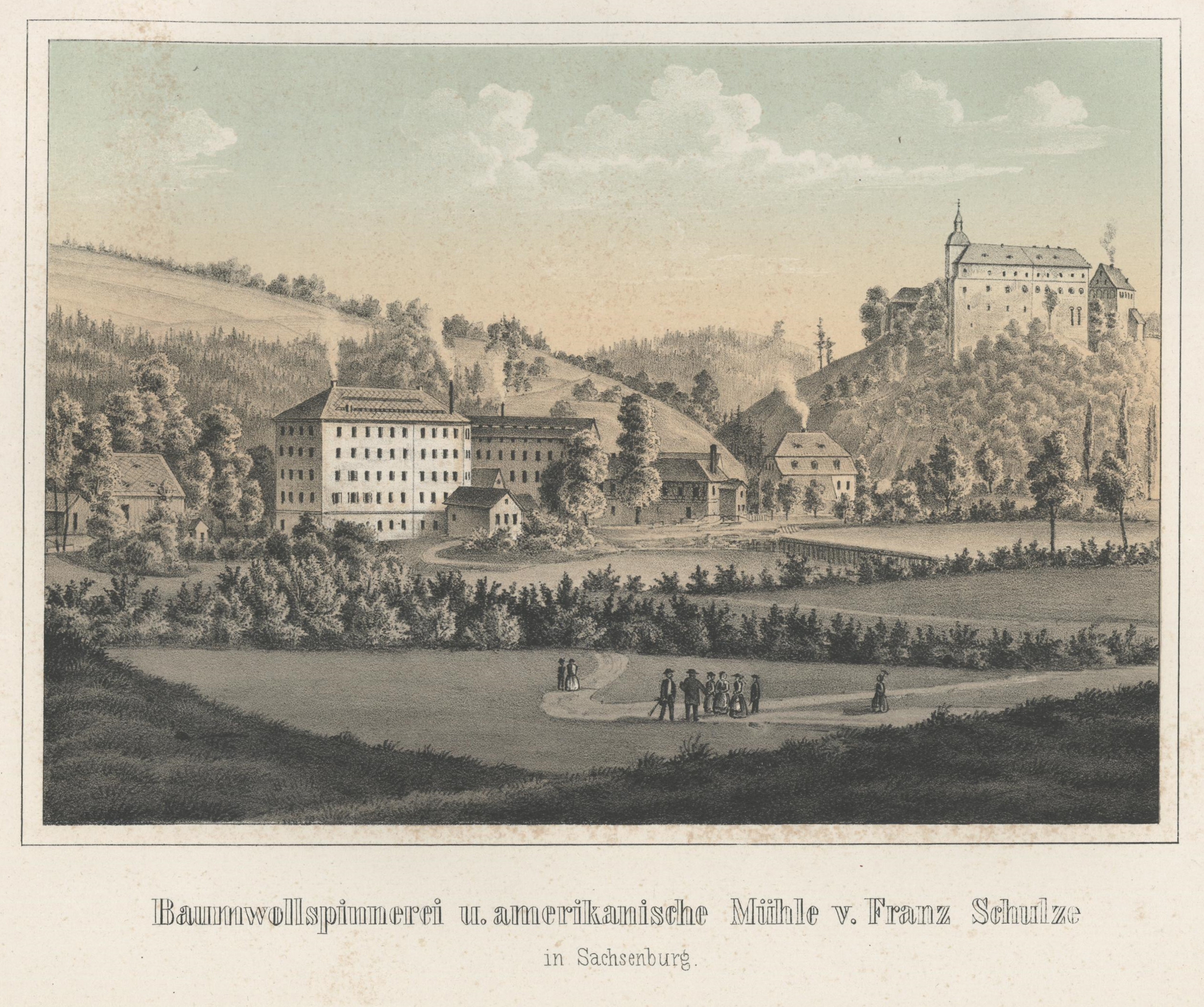
Schloss Sachsenburg mit Baumwollspinnerei und amerikanischer Mühle von Franz Schulze, 1856
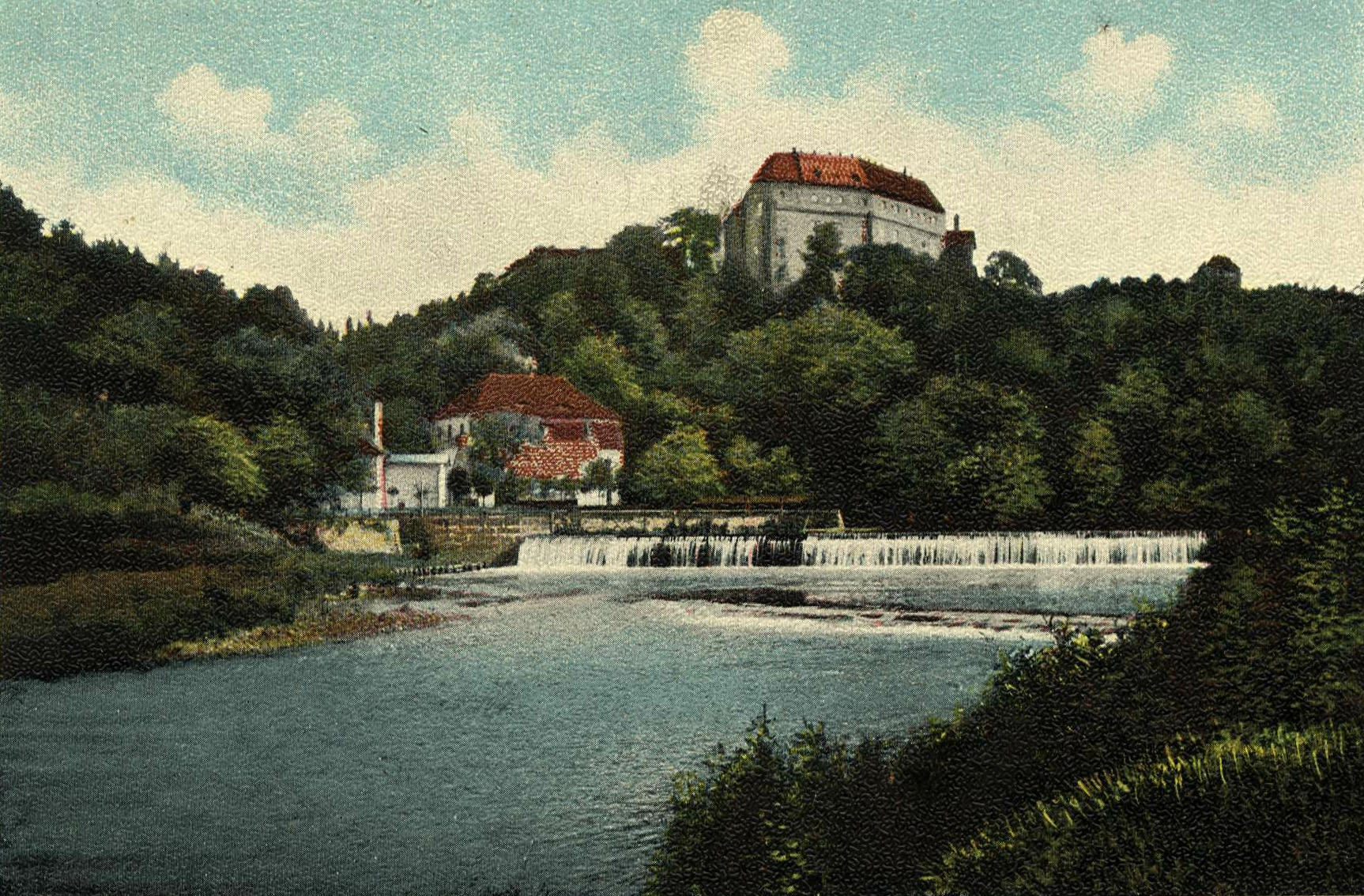
Schloss Sachsenburg um 1900

### 19./20. Jahrhundert
Nach der Aufgabe als Verwaltungssitz (1864) setzte eine Phase wechselvoller Nutzungen ein. Ab 1864 wurde das Schloss als Gewahrsam für jugendliche weibliche Gefangene geführt und im Jahre 1867 wurde hier eine Straf- und Korrektionsanstalt eingerichtet. Das Anwesen blieb bis zum Jahre 1926 nur Gefangenen vorbehalten, wobei es sich ab 1914 um Kriegsgefangene (Russen, darunter internierte Akademiker und Studenten der Bergakademie Freiberg, Engländer, Serben) handelte.
1926 ließ das Land Sachsen die Sachsenburg zu einem Volksschulheim umnutzen. 1933 befand sich hier kurzzeitig ein Schutzhaftlager, das später in eine Spinnerei an der Zschopau verlegt wurde (siehe: KZ Sachsenburg). Seit Mai 1933 diente es der NSDAP als Gauführerinnenschule der NS-Frauenschaft Sachsen. Gegen Ende des Zweiten Weltkrieges wurde das Schloss dann als bakteriologisches Institut (Außenstelle des Robert-Koch-Instituts) genutzt. (Zu dieser Epoche wurde später eine Ausstellung eingerichtet.)
Nach Kriegsende diente die Sachsenburg als Wohnort für Umsiedler, bevor 1947 ein Jugendwerkhof eingerichtet wurde, der bis 1967 bestand. Ab 1968 war das volkseigene Wohnungsbaukombinat Dresden Herr über das Schloss, welches das Schloss als Kinderferienlager und Schulungsheim nutzte.
Am 16. September 1970 wurde das Schloßareal als Bodendenkmal (der Vorgängerburg) eingetragen.

## Heutige Nutzung

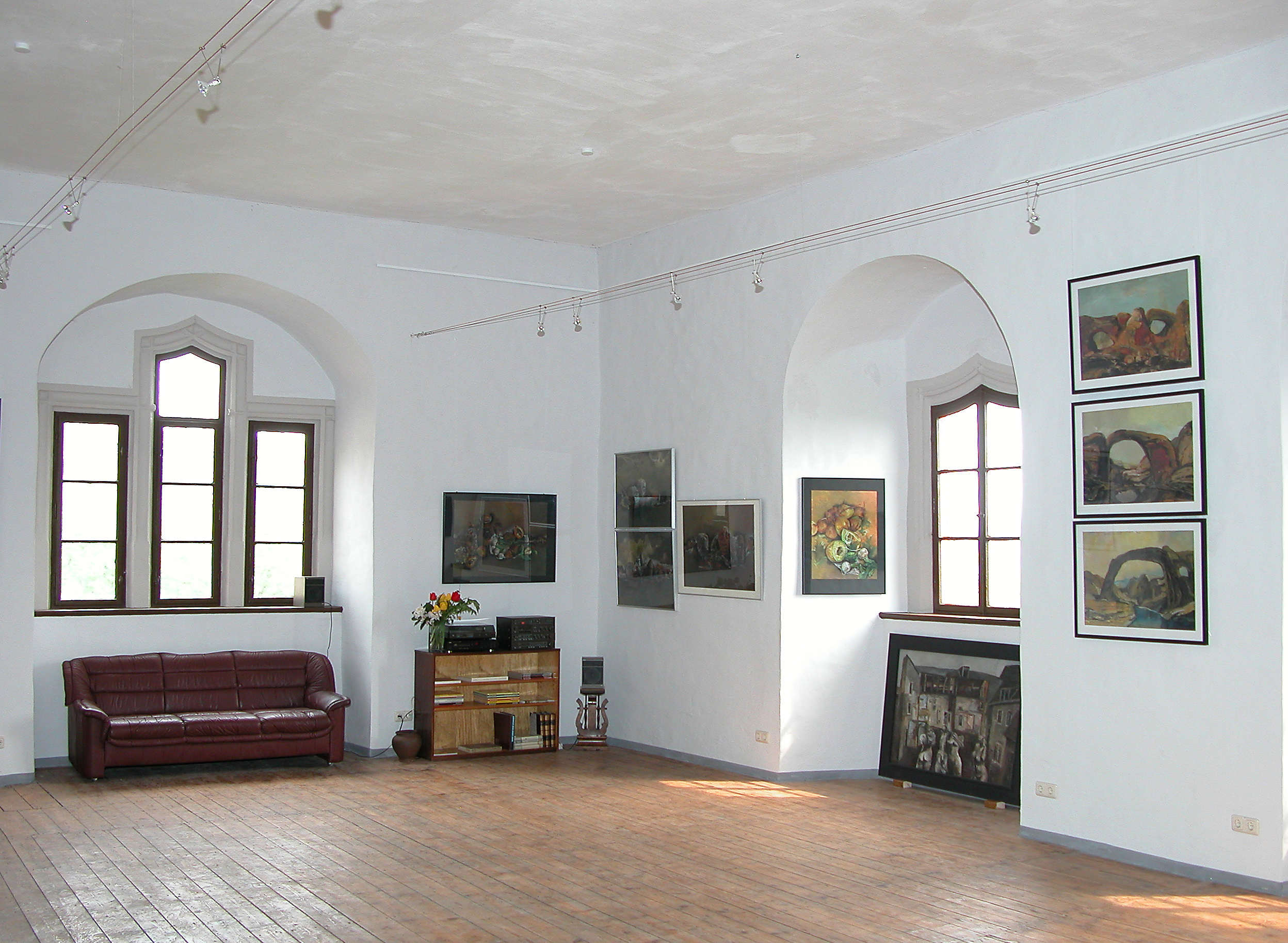
Ausstellung des Malers Leo Lessig, 2006

1990 wurde die Sachsenburg an die Stuttgarter Hofbräu AG für eine Mark verkauft. Restitutionsansprüche führten 1993 zum Übergang des Schlosses an die Gemeinde Sachsenburg (seit 1994 Ortsteil von Frankenberg). Nach vergeblichen weiteren Verkaufsversuchen wird die Anlage seit dem Jahr 2001 durch die Stadt Frankenberg und das Kuratorium Schloss Sachsenburg e. V. baulich gesichert und saniert, wobei die Bauarbeiten von intensiven Bauuntersuchungen unter Leitung von Wolfgang Schwabenicky begleitet werden. Auf dem Schloss waren trotz der noch nicht abgeschlossenen Baumaßnahmen mehrere Ausstellungen (Burggeschichte, Ausgrabungen und mittelalterlicher Bergbau auf dem Treppenhauer, Bilder des Hainichener Künstlers Leo Lessig) zu sehen.
Im Dezember 2015 übergab Sachsens Innenminister Markus Ulbig der Stadt Frankenberg einen Fördermittelbescheid über sieben Millionen Euro. Als Begründung gab er an, dass Schloss „Sachsenburg als eines der bedeutendsten kulturhistorischen und baulichen Schlossensembles im Freistaat Sachsen gilt. Das Gebäude ist ein prägendes Beispiel eines vollständig erhaltenen Wohnschlosses (der Spätgotik).“ Geplant ist, das Schloss nach der Sanierung als Museum sowie als Bildungs- und Kongresszentrum mit Gastronomie und Hotellerie zu nutzen. Das Geld stammt zum Teil aus dem Bund-Länder-Programm „Städtebaulicher Denkmalschutz“ (4,75 Millionen Euro), zum Teil aus Mitteln des Freistaates Sachsen (knapp 2,4 Millionen Euro). Seit 2018 befindet sich die Sachsenburg in Renovierung.

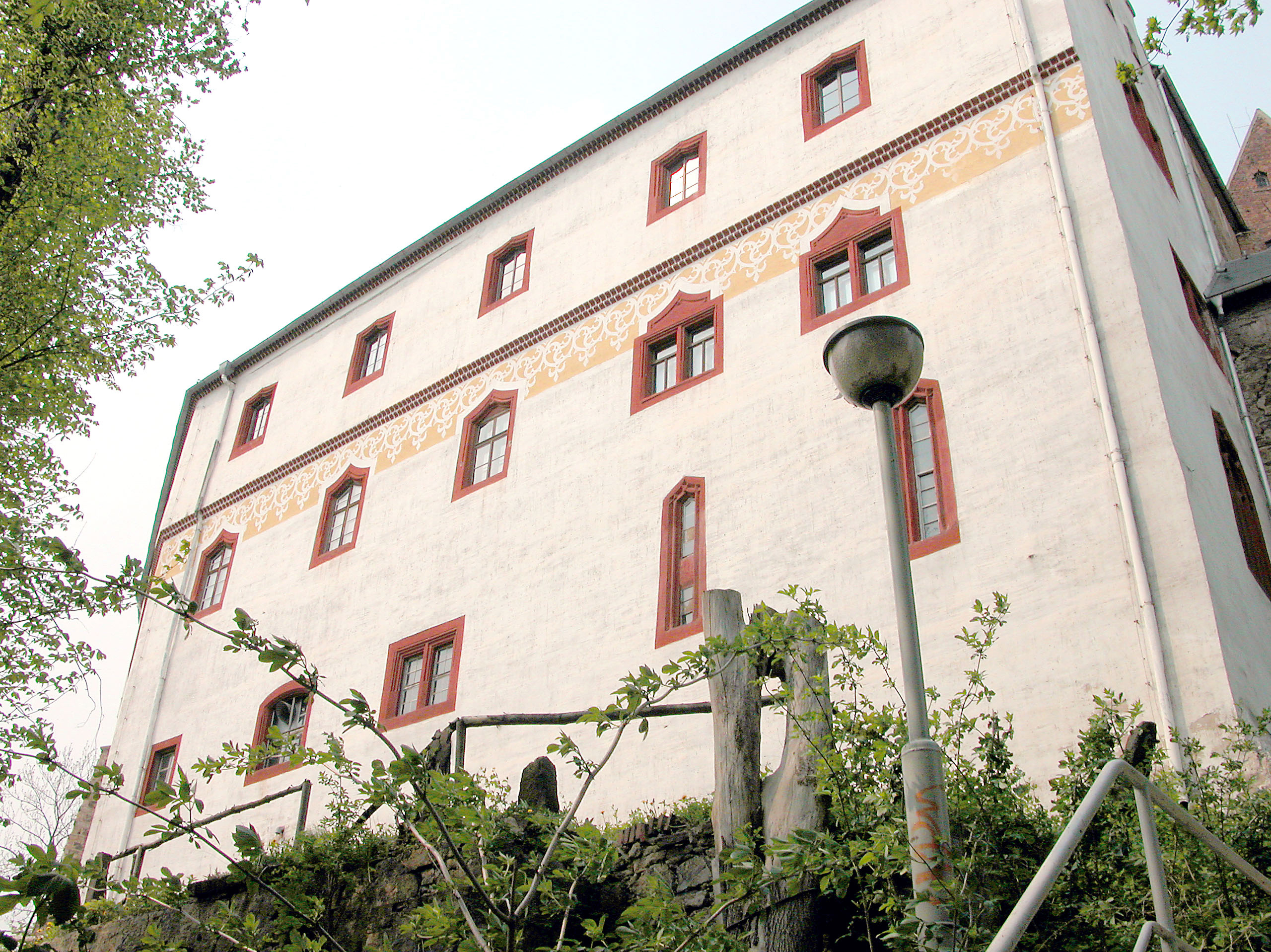
Südfassade zum Zschopautal
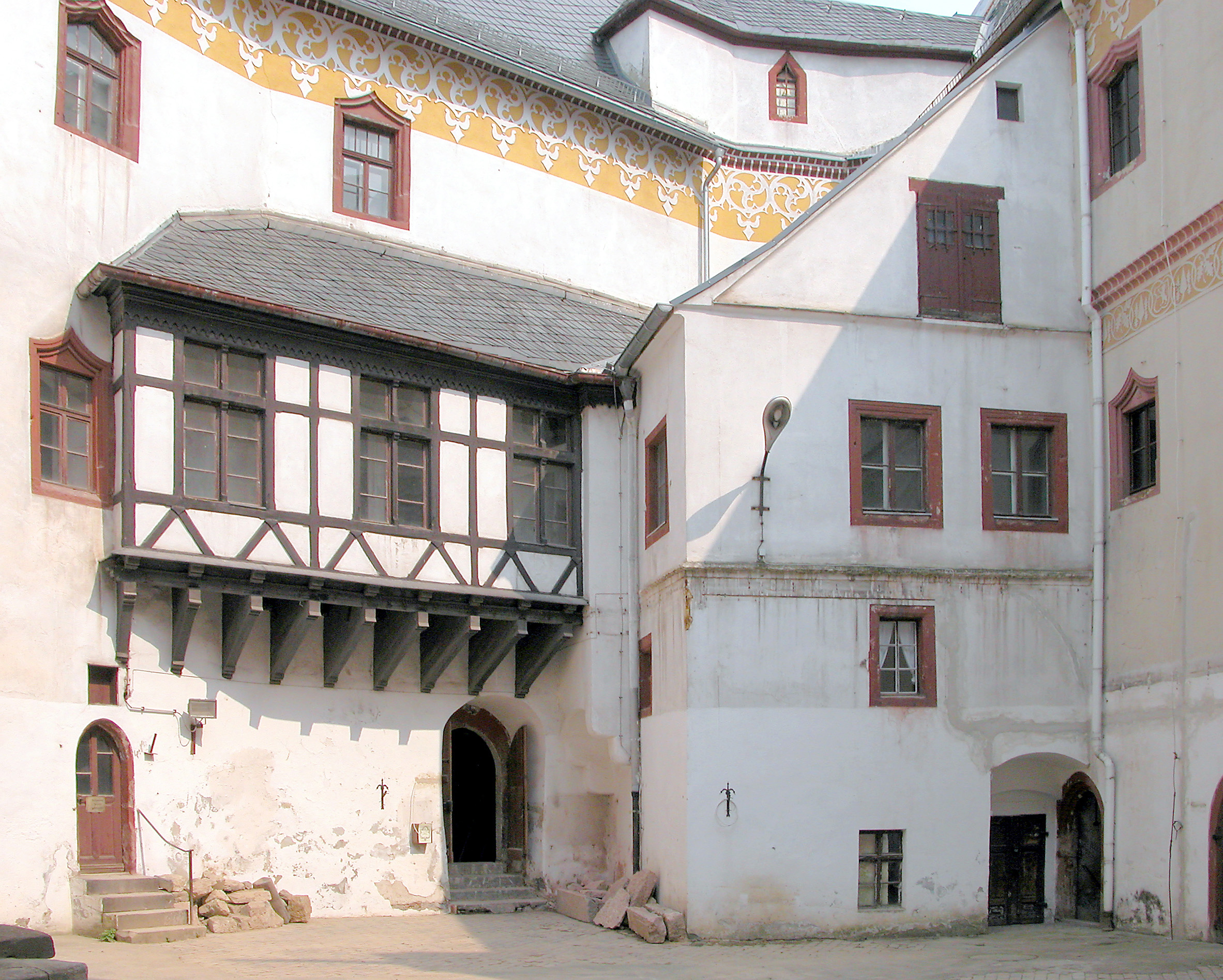
Nordflügel
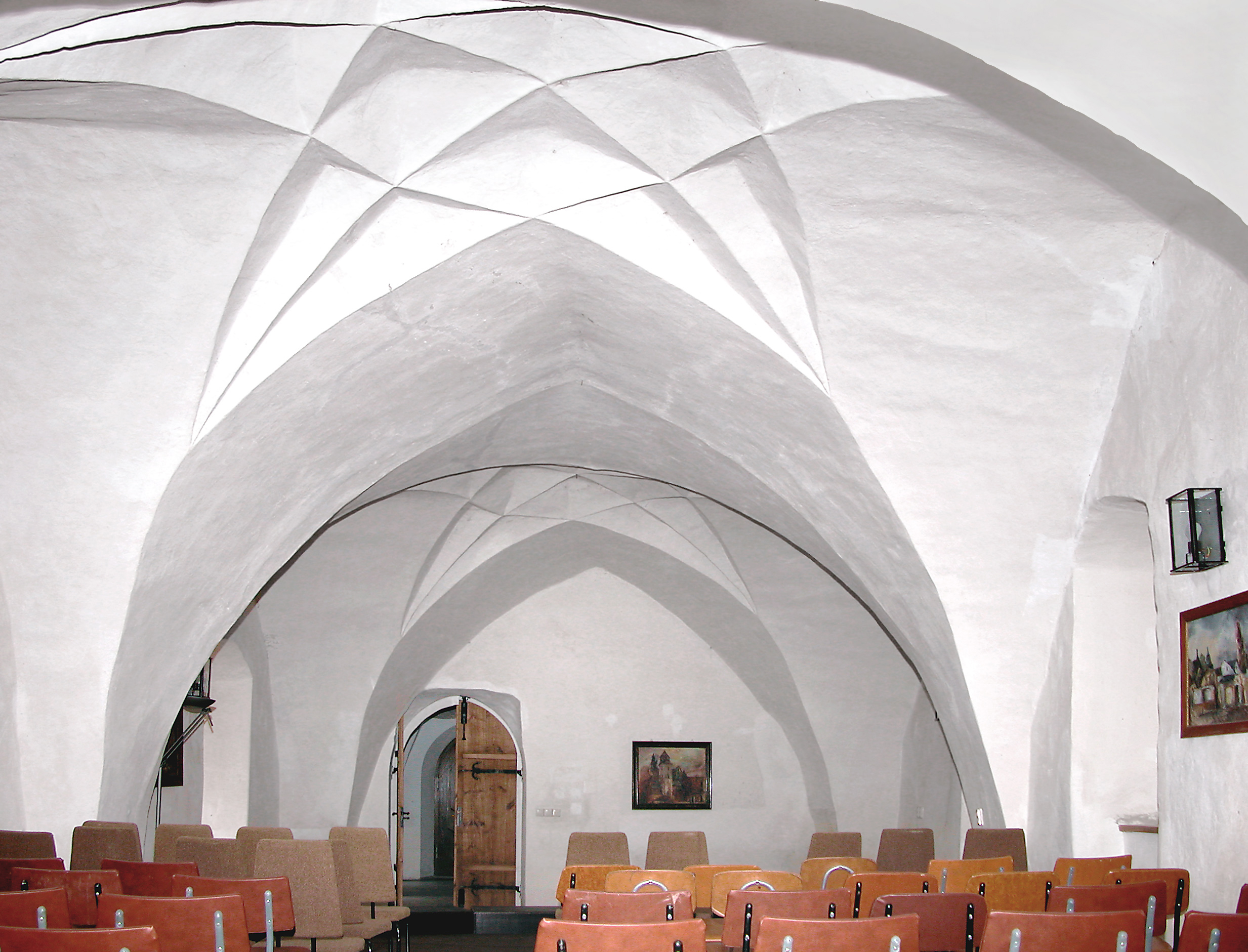
Raum im Erdgeschoß des Westflügels
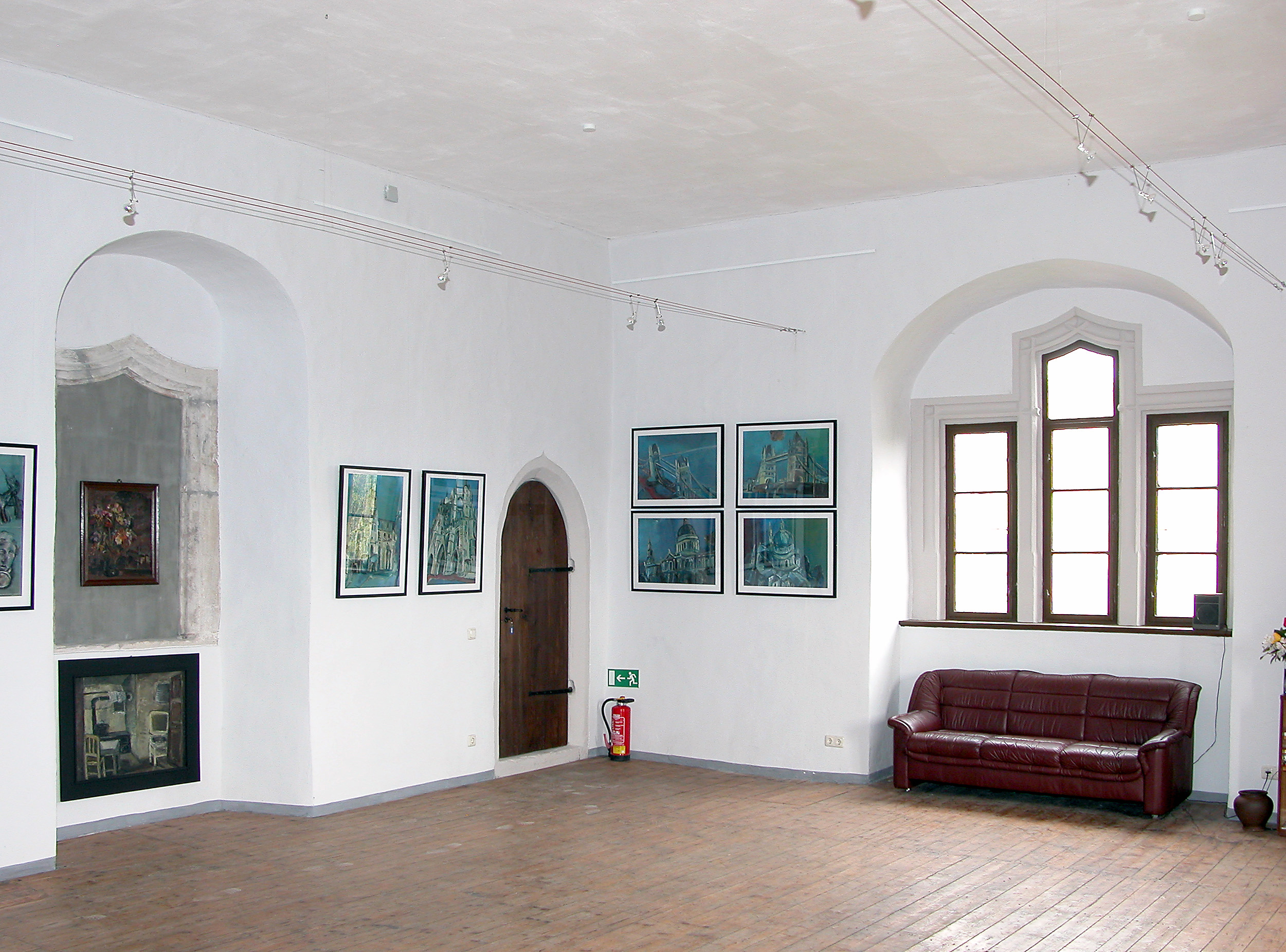
Raum am Wendelstein im 1. OG des Ostflügels
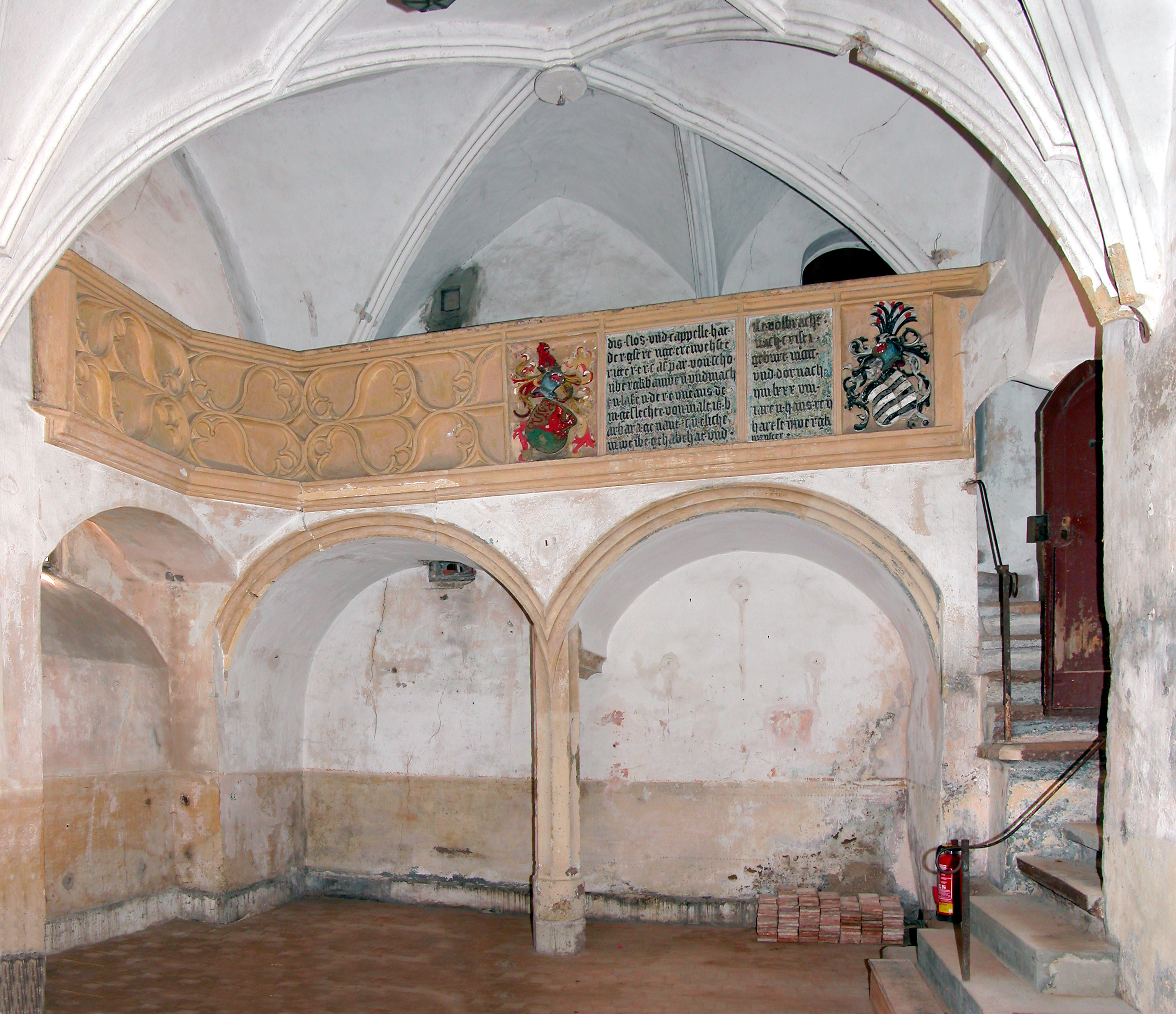
Schloßkapelle